# Szaibélyite
La szaibélyite, encore nommée ascharite dans le monde germanique, est un simple hydroborate de magnésium, de formule développée Mg[BO2(OH)]. Elle était souvent décrite comme un borate monohydraté de formule supposée brute Mg2[B2O5]. H2O, en réalité double. 
Ce corps minéral naturel, autrefois souvent décrit en maille orthorhombique avec la formule double, ou décrit plus précisément en maille monoclinique par la formule la plus simple, de densité supérieure à 2,62 et de dureté entre 3 et 3,5, est un minéral évaporitique, assez rare, de formation secondaire sous climat aride et caniculaire, mais il est aussi le plus souvent une roche associée aux serpentines ou aux marbres dolomitiques et skarns ayant subi un métamorphisme de contact, en masses fibreuses blanches, à éclat soyeux à terne, ou en masse terreuse souvent de couleur jaune à jaune paille.

## Inventeur et étymologie, géotype
Le minéralogiste Karl Ferdinand Peters qui décrit ce minéral en 1861 à partir d'échantillons saxons des antiques mines romaines d'Ascharia, près d'Aschersleben, et transylvains des mines de Baïta Bihor, le dédie définitivement en 1862 à l'inspecteur des mines transylvaines de cuivre ou Réz-Banya(szat), actuellement en Roumanie, le maître magyar Stephan Sjajbelyi (1777-1855) qui l'avait collectée et fait connaître au monde scientifique cette structure minérale singulière.
Toutefois le géotype a influencé la dénomination populaire, qualifiant la roche autrefois connue. Le terme ascharite, voire alpha ou béta ascharite, est resté en usage parmi les mineurs et les gemmologues. 
Un autre géotype est souvent proposé dans la littérature anglo-saxonne, il s'agit du gisement d'évaporites de  Windsor ou Windsor Group evaporates, sis dans le comté Kings, au Nouveau Brunswick, Canada. En conséquence, un autre synonyme connu est camsellite.
Elle est encore nommée magnésiosussexite, en particulier dans le New-Jersey, en rapport avec le groupe minéralogique qu'elle forme avec la sussexite.

## Caractéristiques
Elle est faiblement soluble dans les acides. Ces échantillons peuvent être nettoyés à l'eau distillée. 
Placée dans une flamme, sa poudre colore la flamme en vert.
L'analyse chimique pondérale, par exemple pour l'art verrier, donne en masse 47,91 % MgO, 41,38 % B2O3 et 10,71 % H2O.
Elle se distingue notamment par sa densité et sa dureté de l'indérite, l'inyoïte ou du chrysotile.

## Cristallochimie et cristallographie
Ces cristaux sont généralement aciculaires. 
Elle n'est pas clivable.
Les formes nodulaires sont le plus souvent blanche à l'extérieur, jaune à l'intérieur.
L'échange des ions métalliques magnésium Mg2+ et manganèse Mn2+  peut être progressif ou total. Il existe une série minérale de solutions solides dont les deux termes finaux sont la szaibélyite et la sussexite. Il peut être nommé groupe de la szaibélyite.

## Gîtologie
Sous forme de bulbes, d'agrégats fibreux, parfois en boules fibroradiées blanc neige ou en long amas asbestiformes rose chair, voire en veinules à fibres transversales ou en structures poreuses, elle est observable dans les anciens lacs boratés, des formations salines endoréiques, plus ou moins boratées, ou marines de niveau supérieure, notamment dans des vastes dépôts sédimentaires d'évaporites.
Elle peut être produite par la lente altération de la colemanite, de l'inyoïte et de l'hydroboracite, comme au lac Inder.
Elle est aussi présente dans les roches métamorphiques de contact, les groupes de serpentine, les marnes dolomitiques et les skarns, et autres bandes ferreuses. 

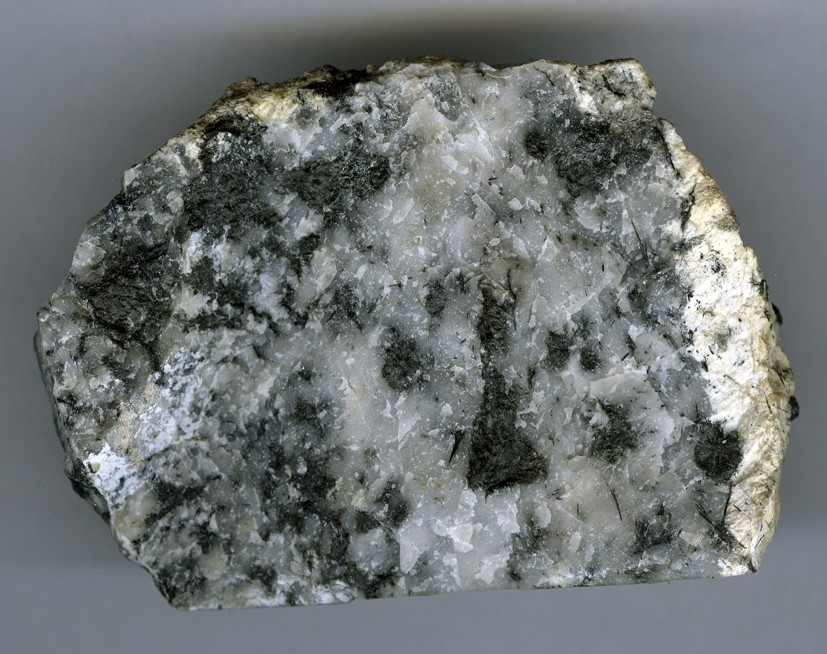
Un monde minéral en gris, noir et blanc des confins de la Yakoutie russe : agrégation de roches magnésiennes avec masse principale de kotoïte massive grise, inclusion de ludwigite fibreuse et noire, encroûtement de szaibélyite secondaire, blanche, altérée et terreuse.

Minéraux associés : carnallite, sylvine, halite, borax, boracite, fluoborite, ludwigite, kaïnite, gypse, hématite... mais aussi seamanite, sinhalite, pyrochroïte, rhodochrosite, wiserite, hausmannite, sonolite, alabandite, téphroïte, alleghanyite, willemite, leucophoenicite, hauckite...

## Gisements
- Allemagne

Aschersleben, mines potassiques de Stassfurt en Saxe-Anhalt
Basse-Saxe
Saxe
- Australie

Tasmanie, Zeehan district
- Canada

Douglas Lake, Colombie britannique
Ontario
Nouveau Brunswick
- Chine
- Corée du Nord

Holkol
- États-Unis

Alabama, comté de Clarke, Salt swell
Stinson Beach, comté Marin et carrière de Crestmore, en Californie
Comté de Sussex au New-Jersey, district minier Franklin
Michigan
Nevada
- France

Prats de Molo, mines de Costabonne
- Grande-Bretagne

Whitby, mine de potasse York
Écosse, île de Skye
- Grèce

Seriphos, dans les Cyclades
- Italie

vaste gisement de szaibélyite compacte, associée à la ludwigite, à Brosso, près de Turin, dans le Piémont.
Lombardie, mines en Valteline
- Kazakhstan

district d'Atyrau, dôme salin et anciens dépôts du lac Inder, matière produite par altération de la colemanite, de l'inyoite et de l'hydroboracite
- Maroc

Ouarzazat, Tazenakht
- Norvège

comté de Buskerud, Modum, association avec la serpentine
- Pologne

dôme salin de Klodawa
- Roumanie
- Russie
- Slovaquie
- Suède

## Usage

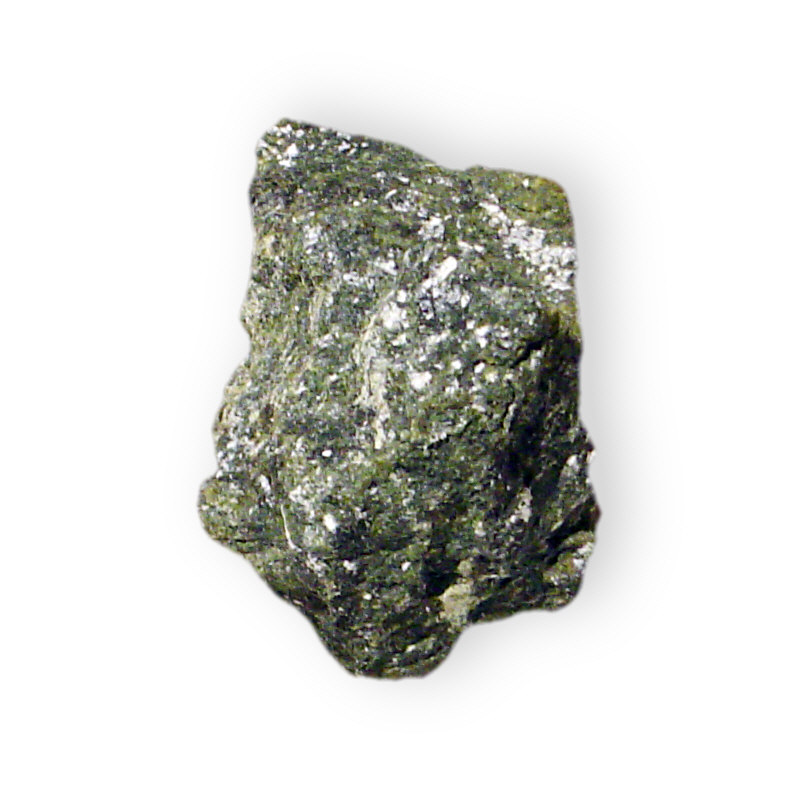
Szaibélyite sur serpentine : vieil échantillon californien, Stinson beach, Marin county

Elle servait et sert encore à la fabrication d'acide borique.
Les principaux emplois concernent l'industrie chimique et verrière.